# Brobergen

Znak Brobergen

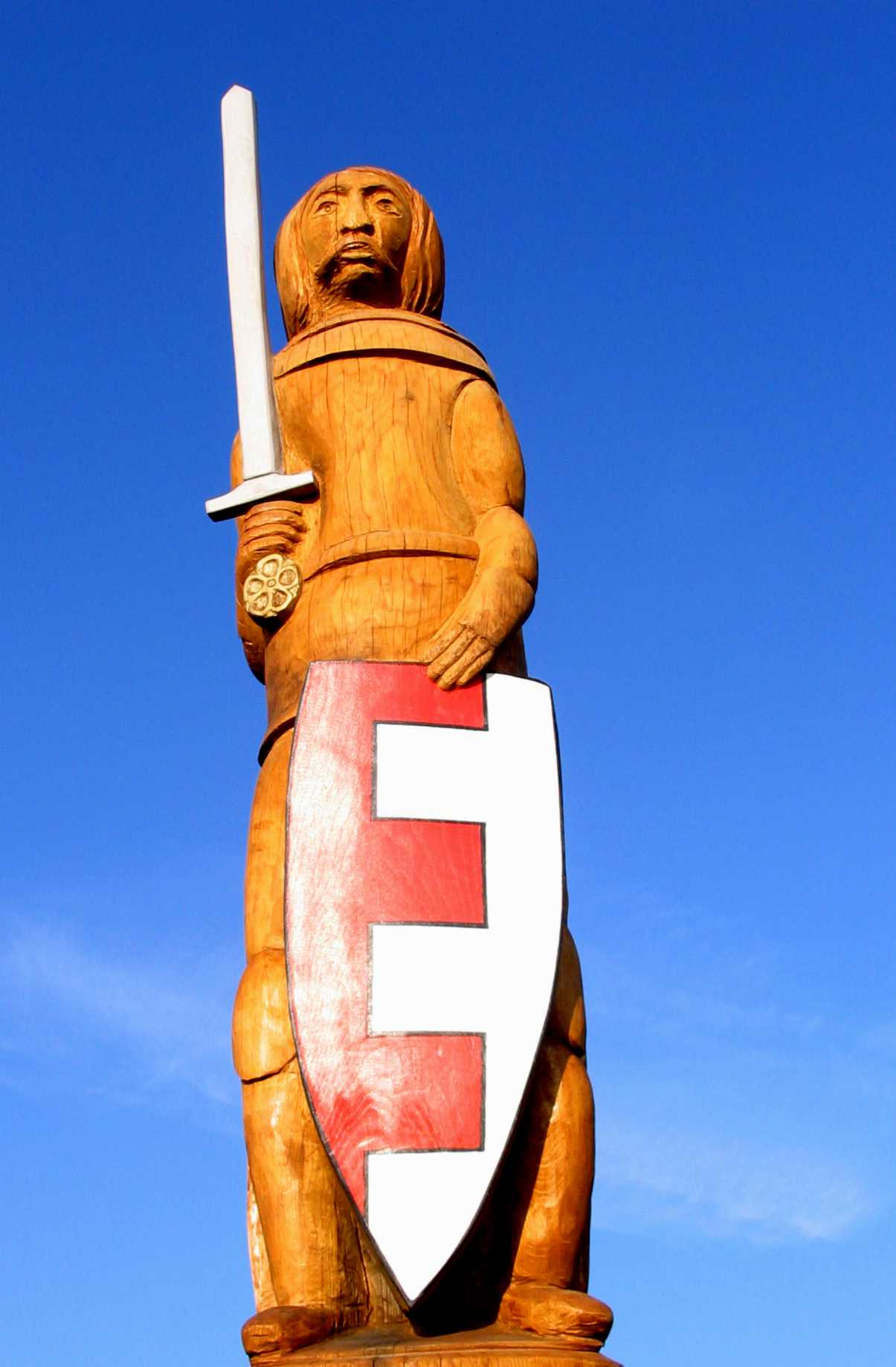
Socha Roland v Brobergen

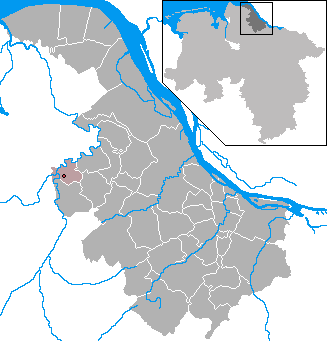
Brobergen v okresu Stade

Brobergen (dolnoněmecky Brobargen) je ves německy v Dolním Sasku, okresu Stade, obec Kranenburg, na řeku Oste. Žije zde asi 216 obyvatel (2008) v prostoru náměstí 6,06 km².
První písemná zmínka o vsi pochází z roku 1286 (Brocberge).